# Japanese Antarctic Research Expedition
 (mai 2025).
Si vous disposez d'ouvrages ou d'articles de référence ou si vous connaissez des sites web de qualité traitant du thème abordé ici, merci de compléter l'article en donnant les références utiles à sa vérifiabilité et en les liant à la section « Notes et références ».
Ne doit pas être confondu avec Expédition antarctique japonaise.
Japanese Antarctic Research Expedition (南極地域観測隊, Nankyoku chiiki kansoku-tai) (JARE) désigne une série d'expéditions scientifiques en Antarctique. Elle est internationalement connue sous sa dénomination en anglais.
La première expédition JARE a été lancée en 1957 en coordination avec l'Année géophysique internationale. L'équipe est mieux connue pour avoir laissée quinze chiens sur place après une évacuation d'urgence en février 1958, un épisode repris pour les films Antarctica (1983) et Antartica, prisonniers du froid (2006).
Des expéditions en Antarctique ont eu lieu de 1968 à 1977, et des carottes de glace ont été forées lors de ces expéditions, principalement à la base antarctique Mizuho.
Depuis d'autres expéditions ont lieu régulièrement.